# John Moses Browning

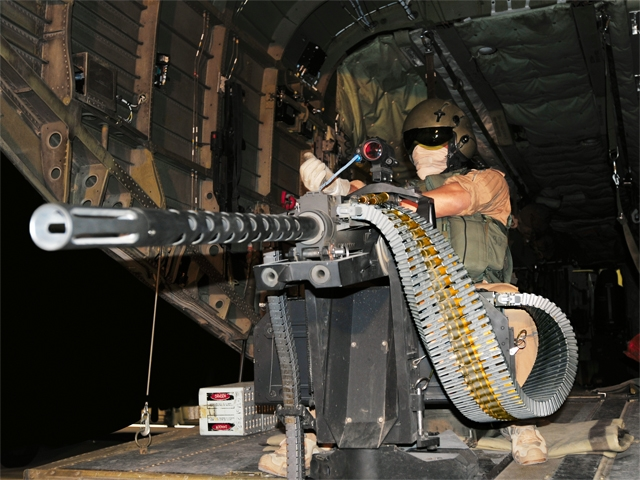
A Browning M2 géppuska M3M változatának használata napjainkban: német géppuskás egy Sikorsky CH–53 Sea Stallion helikopteren

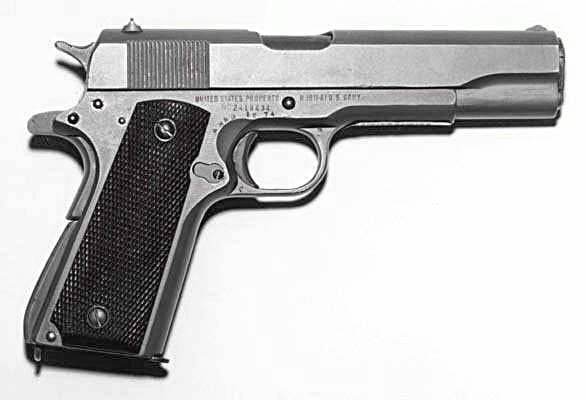
A híres M 1911 A1

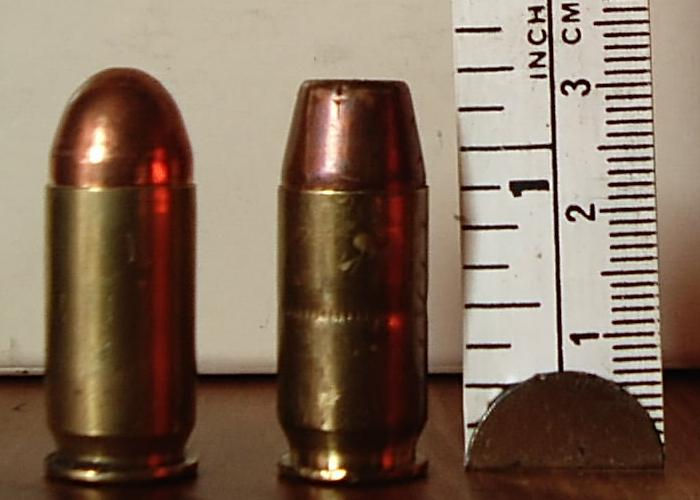
45 kaliberes ACP löszerek

John Moses Browning (Ogden, Utah, 1855. január 23. – Liège, 1926. november 26.) amerikai fegyvertervező, aki számos katonai és polgári típusú lőfegyvert, lövedéket, fegyvermechanizmust fejlesztett ki, melyekből egyesek szerte a világon még napjainkban is használatban vannak.
Browning a 128 fegyverekkel kapcsolatos szabványával a modern automata és félautomata fegyverek tervezői között világviszonylatban az egyik legkiemelkedőbb. A Browning által tervezett termékek szinte valamennyi lőfegyver kategóriát befolyásoltak. Ő találta fel, illetve jelentősen  javította az egylövetű, csőhátrasiklásos, golyós és sörétes puskákat. Browning legjelentősebb hozzájárulásai vitathatóan, az öntöltő lőfegyverek területén voltak. Az első fegyverét édesapja fegyverműhelyében készítette 13 évesen és az első szabadalmát 24 évesen, 1879-ben fogadták el.

## Browning által kifejlesztett legsikeresebb fegyverek
- M1911 félautomata hadipisztoly
- Browning M2 géppuska
- Browning Hi-Power (GP) félautomata pisztoly
- Browning Automatic Rifle géppuska
- Browning wz. 1928
- Remington M11

## Termékek
Browning egyes termékeit napjainkban is gyártják, melyek közül a legkiemelkedőbbek:

### Lőfegyverek
- M1895 Colt-Browning géppuska
- FN Browning M1899/M1900
- Colt Model 1900
- Colt Model 1902
- Colt Model 1903 Pocket Hammer (.38 ACP)
- Colt Model 1903 Pocket Hammerless (.32 ACP)
- Colt Model 1905
- Remington Model 8 (1906)
- Colt Model 1908 Vest Pocket (.25 ACP)
- Colt Model 1908 Pocket Hammerless (.380 ACP)
- FN Model 1910
- U.S. M1911 (.45 ACP)
- Colt Woodsman
- Winchester Model 1885
- Winchester Model 1886
- Winchester Model 1887
- Winchester Model 1890
- Winchester Model 1892
- Winchester Model 1894
- Winchester Model 1895
- Winchester Model 1897
- Browning Auto-5
- U.S. M1917 géppuska
- U.S.  M1919 géppuska
- U.S. M1918 Browning Automatic Rifle (BAR)
- M2 .50 géppuska
- Remington Model 8
- Remington Model 24
- Browning Hi-Power  félautomata pisztoly
- Ithaca Model 37

### Lőszerek
Egyes, Browning által szabadalmazott lőszerek napjainkban is nagyon népszerűek.
- .25 ACP
- .32 ACP
- .38 ACP
- 9mm Browning Long
- .380 ACP
- .45 ACP
- .50 BMG

## Legfontosabb szabadalmai
- U.S. Patent 220,271  - Winchester 1885
- U.S. Patent 306,577  - Winchester 1886 és változatai
- U.S. Patent 336,287  - Winchester M1887/M1901
- U.S. Patent 385,238  - Winchester 1890
- U.S. Patent 441,390  - Winchester 1893 és 1897
- U.S. Patent 465,339  - Winchester 1892
- U.S. Patent 524,702  - Winchester 1894
- U.S. Patent 544,657  - Colt-Browning 1895/1914
- U.S. Patent 549,345  - Winchester 1895
- U.S. Patent 580,924  - Colt 1900
- U.S. Patent 659,507  - FN/Browning Auto-5 & Remington M11
- U.S. Patent 659,786  - Remington M8/81
- U.S. Patent 678,937  - Browning 1917
- U.S. Patent 747,585  - Colt 1903 Pocket Hammerless
- U.S. Patent 781,765  - Stevens 520
- U.S. Patent 808,003  - Colt M1905
- U.S. Patent 947,478  - FN M1906 & Colt M1908 Vest Pocket
- U.S. Patent 984,519  - Colt M1911
- U.S. Patent 1,065,341 - Browning Semi-Auto .22
- U.S. Patent 1,143,170 - Remington M17
- U.S. Patent 1,276,716 - Colt Woodsman
- U.S. Patent 1,293,022 - Browning BAR M1918
- U.S. Patent 1,424,553 - FN "Trombone"
- U.S. Patent 1,578,638 - Browning B25
- U.S. Patent 1,618,510 - Browning GP
- U.S. Patent 1,628,226 - Browning M2

## Fordítás
- Ez a szócikk részben vagy egészben  a   John Browning című angol Wikipédia-szócikk fordításán alapul.  Az eredeti cikk szerkesztőit annak laptörténete sorolja fel. Ez a jelzés csupán a megfogalmazás eredetét és a szerzői jogokat jelzi, nem szolgál a cikkben szereplő információk forrásmegjelöléseként.